# Federico De Franchi Toso (1560-1630)
Federico De Franchi Toso a été le 96e Doge de Gênes du 25 juin 1623 au 16 juin 1625.